# 公差 (工程学)
公差（engineering tolerance）又称容差，是机械和建筑工程行业基础标准中所规定的一系列数值范围即规定了误差的允许范围，给出了与标定值相偏差的极限容许量。公差值等于上公差限与下公差限之差，或最大允许值与最小允许值之差，是一个没有符号的量。
公差区（tolerance zone）又称公差范围（tolerance interval）是在含公差限之间的一切变动值。
国家标准将加工精度标准化，即规定了标准公差数值。

## 尺寸公差
尺寸公差简称公差，是指允许的，最大极限尺寸减最小极限尺寸之差的绝对值的大小，或允许的上偏差减下偏差之差大小。尺寸公差是一个没有符号的绝对值。极限偏差=极限尺寸-基本尺寸，上偏差=最大极限尺寸-基本尺寸，下偏差=最小极限尺寸-基本尺寸。尺寸公差是指在切削加工中零件尺寸允许的变动量。在基本尺寸相同的情况下，尺寸公差愈小，则尺寸精度愈高

## 外部連結
- Tolerance Engineering Design Limits & Fits （页面存档备份，存于）
- Tolerance KEY webapp[永久]
- Online calculation of fits （页面存档备份，存于）
- Index of ISO Hole and Shaft tolerances/limits pages